# Sirens
Sirens – debiutancki album amerykańskiego zespołu heavymetalowego Savatage wydany w 1983 roku.

## Lista utworów
1. "Sirens" – 3:43
2. "Holocaust" – 4:34
3. "I Believe" – 5:25
4. "Rage" – 2:42
5. "On the Run" – 3:33
6. "Twisted Little Sister" – 3:39
7. "Living for the Night" – 3:20
8. "Scream Murder" – 3:50
9. "Out on the Streets" – 5:15

Utwory dodatkowe na reedycji z 1994 roku
1. "Lady in Disguise" – 4:34
2. "The Message" – 3:38

Utwory dodatkowe na reedycji z 2002 roku
1. "Target" – 4:20
2. "Living on the Edge of Time" – 3:53

## Twórcy
- Jon Oliva – śpiew
- Criss Oliva – gitara, śpiew
- Keith Collins – gitara basowa, śpiew
- Steve Wacholz – instrumenty perkusyjne

## Produkcja
- Danny Johnson – producent
- Jim Morris – inżynier
- Terry Oakes – grafika
- Mike Fuller – mastering
- Eddy Schreyer – powtórny mastering